# Estopa: Gira 25 aniversario
Gira 25 aniversario es la gira de Estopa, que se realizará durante 2024, coincidiendo con el 25 aniversario del grupo. En ella se presentarán las canciones del último disco Estopía y se repasarán los grandes éxitos de la banda de Cornellá.
La gira fue anunciada por el grupo el 13 de diciembre de 2023 y se desarrollará de abril a octubre de 2024.
Inicialmente, constará de 24 conciertos, iniciándose en Venezuela y recorriendo varias ciudades de América Latina para después actuar en varias ciudades de España.

## Fechas de la gira
| Fecha                    | Ciudad                     | País           | Recinto                              |
| ------------------------ | -------------------------- | -------------- | ------------------------------------ |
| América Latina           |                            |                |                                      |
| 18 de abril de 2024      | Caracas                    | Venezuela      | Poliedro de Caracas                  |
| 21 de abril de 2024      | Miami                      | Estados Unidos | Hard Rock Live                       |
| 24 de abril de 2024      | Lima                       | Perú           | Costa21                              |
| 26 de abril de 2024      | Santiago de Chile          | Chile          | Movistar Arena                       |
| 27 de abril de 2024      | Buenos Aires               | Argentina      | Luna Park                            |
| Europa                   |                            |                |                                      |
| 11 de mayo de 2024       | Bilbao                     | España         | Bizkaia Arena                        |
| 18 de mayo de 2024       | Alicante                   | España         | Plaza de Toros                       |
| 25 de mayo de 2024       | Murcia                     | España         | Plaza de Toros                       |
| 8 de junio de 2024       | Sevilla                    | España         | Estadio de La Cartuja                |
| 15 de junio de 2024      | Valencia                   | España         | Ciudad de las Artes y las Ciencias   |
| 22 de junio de 2024      | Madrid                     | España         | Estadio Metropolitano                |
| 29 de junio de 2024      | Granada                    | España         | Plaza de Toros                       |
| 6 de julio de 2024       | Las Palmas de Gran Canaria | España         | Granca Life Fest                     |
| 10 de julio de 2024      | Barcelona                  | España         | Estadio Olímpico Lluis Companys      |
| 3 de agosto de 2024      | Gijón                      | España         | Parque de los hermanos Castro        |
| 9 de agosto de 2024      | Cádiz                      | España         | Concert Music Festival               |
| 10 de agosto de 2024     | Fuengirola                 | España         | Mare Nostrum                         |
| 23 de agosto de 2024     | Almería                    | España         | Recinto Ferial                       |
| 30 de agosto de 2024     | Albacete                   | España         | Estadio José Copete                  |
| 7 de septiembre de 2024  | Palma de Mallorca          | España         | Trui Son Fusteret                    |
| 14 de septiembre de 2024 | Tarragona                  | España         | Anillo Mediterráneo                  |
| 21 de septiembre de 2024 | Valladolid                 | España         | Feria de Valladolid (patio exterior) |
| 28 de septiembre de 2024 | Pamplona                   | España         | Navarra Arena                        |
| 11 de octubre de 2024    | Zaragoza                   | España         | Pabellón Príncipe Felipe             |
| 28 de diciembre de 2024  | Madrid                     | España         | IFEMA                                |